# Wim van Duyl
Willem Paul "Wim" van Duyl (Amsterdam, 24 mei 1920 – Bussum, 3 september 2006) was een Nederlands zeiler. 
Hij nam voor Nederland viermaal deel aan de Olympische Spelen in de Drakenklasse:
- Op de Spelen van  1948 werd hij achtste samen met Kees Jonker en Biem Dudok van Heel.
- In  1952 behaalde hij zijn beste prestatie en werd hij zesde samen met Biem Dudok van Heel en Michiel Dudok van Heel.
- Op de Spelen van 1960 en 1964 behaalde hij beide keren een dertiende plaats,  in 1960 samen met Biem Dudok van Heel en Jack van den Berg en in 1964 samen met Henny Scholtz, Jan Jongkind en Dick Wayboer.

Biem Dudok van Heel · 
Wim van Duyl · 
Kees Jonker